# Business (chanson)
Pour les articles homonymes, voir Business.
Singles de Eminem
Sing for the Moment
(2003) One Day at a Time (Em's Version)
(2004)
Business est une chanson du rappeur américain Eminem, tirée de l'album The Eminem Show sorti en 2002. Écrite par Eminem et composée par Dr. Dre, Mike Elizondo et Theron Feemster, produite par Dr. Dre, elle constitue le cinquième single extrait de The Eminem Show. La chanson est distribuée par Interscope Records, Aftermath Entertainment, le label de Dr. Dre, et Shady Records, label fondé par Eminem et Paul Rosenberg.

## Genèse
Dans cette chanson humoristique, Eminem et Dr. Dre se comparent aux héros de comics américains : Batman et Robin. Cette idée était déjà présente sur l'album The Eminem Show dans le clip du titre phare de l'album, "Without Me". Cet univers des comics marque l'enfance d'Eminem et est très régulièrement référencé dans cet album dans les titres "Without Me" ou encore "Superman. Eminem se compare à nouveau à ces deux héros, cette fois ci avec 50 Cent, sur le titre "Gatman and Robbin'" sur l'album de ce dernier nommé The Massacre et paru en 2005 sur le label d'Eminem.

## Liste des pistes
| - CD single 1 au Royaume-Uni 1. Business – 4:20 2. Bump Heads (version de DJ Green Lantern) (featuring G-Unit) – 4:36 3. Business (live à Barcelone – clip) – 4:20 - CD single 2 au Royaume-Uni 1. Business – 4:20 2. The Conspiracy (version de DJ Green Lantern) – 5:14 3. Business (live à Détroit – clip) – 4:20 - Cassette single au Royaume-Uni 1. Business – 4:20 2. Business (version de DJ Green Lantern) (featuring G-Unit) – 4:36 3. The Conspiracy (Freestyle) (version de DJ Green Lantern) – 5:14 | - CD single en Allemagne 1. Business – 4:20 2. "The Conspiracy" (Freestyle) (version de DJ Green Lantern) – 5:14 3. Business (instrumentale) – 4:20 4. Business (live à Détroit – clip) – 4:20 - CD single en Australie 1. Business – 4:20 2. Bump Heads (version de DJ Green Lantern) (featuring G-Unit) – 4:36 3. Business (live à Barcelone – video) – 4:20 - 3" single en Allemagne 1. Business – 4:20 2. The Conspiracy (Freestyle) (version de DJ Green Lantern) – 5:14 |

## Classement hebdomadaire
| Classement (2002-2003)                  | Meilleure position |
| --------------------------------------- | ------------------ |
| Allemagne (Media Control AG)            | 15                 |
| Australie (ARIA)                        | 4                  |
| Autriche (Ö3 Austria Top 40)            | 22                 |
| Belgique (Flandre Ultratop 50 Singles)  | 28                 |
| Belgique (Wallonie Ultratop 50 Singles) | 30                 |
| Pays-Bas (Nederlandse Top 40)           | 9                  |
| Pays-Bas (Single Top 100)               | 6                  |
| Nouvelle-Zélande (RMNZ)                 | 14                 |
| Royaume-Uni (UK Singles Chart)          | 6                  |
| Royaume-Uni (UK R&B Chart)              | 1                  |